# Monstrous
Monstrous è un film del 2022 diretto da Chris Sivertson.
Pellicola thriller sovrannaturale statunitense sceneggiata da Carol Chrest.

## Trama
Negli anni '50, Laura decide di scappare da suo marito portando con sé suo figlio Cody e rifugiandosi in una piccola cittadina sperduta della California. La donna si stabilisce in una casa molto spaziosa ed è ben accolta dal proprietario ma non da sua moglie (anche lei proprietaria dell'immobile). 
Mentre lei inizia a svolgere un lavoro d'ufficio, suo figlio inizia a frequentare la scuola locale, senza riuscire tuttavia a trovare nuovi amici e iniziando a desiderare sempre più ardentemente di ritornare da suo padre. Nel frattempo quest'ultimo inizia a telefonare regolarmente a Laura, che non è minimamente intenzionata a parlargli.
In maniera abbastanza regolare, un'entità dall'aspetto mostruoso proveniente dal lago vicino alla nuova casa di Laura, inizia a recarsi ogni notte presso l'abitazione. Cody ne è inizialmente terrorizzato, ma presto si convince che sia una "bella signora" e sua unica amica locale.  
Laura inizia a subire regolari attacchi dall'entità e inizia a parlarne con gli affittuari, la proprietaria di casa è dunque sempre più sospettosa che faccia uso di sostanze stupefacenti e decide di mandarla via. 
La vita di Laura è sempre più compromessa, rifugiatasi nell'alcol, la donna viene licenziata dopo aver commesso errori sul lavoro e colloquiato con il suo capo mentre era alticcia. Dopo questo episodio, suo figlio sparisce dalla scuola. 
Interrogata dalla polizia, probabilmente allertata dal personale scolastico mentre lei cercava disperatamente il figlio in mezzo agli ignari alunni, Laura scopre una terribile verità. Si trova in epoca moderna e Cody è morto l'anno precedente a causa di un incidente in piscina ed una svista di suo marito. Questo trauma ha comportato di fatto l'allontanamento di Laura dall'uomo con la convinzione che il figlio sia ancora vivo e che si trovino negli anni '50 (Tanto narrati con nostalgia da sua nonna alla quale era molto legata).  Laura accetta quindi che Cody vada via con la signora del lago, questa volta impersonificatasi non con aspetto mostruoso, ma con le sembianze della nonna di lei in giovane età.
Dopo aver detto addio a suo figlio e fatto riparare la sua auto d'epoca, che si scopre fosse un ricordo della nonna, Laura è finalmente pronta a perdonare suo marito e tornare a casa.

## Produzione
Le riprese sono iniziate nel dicembre 2020 e si sono svolte a Los Angeles nelle zone di Simi Valley, Sherman Oaks e Altadena. Il cast è stato annunciato durante il Festival internazionale del cinema di Berlino 2021.

## Distribuzione
Dopo essere stato presentato per la prima volta durante il Glasgow Film Festival il 12 marzo 2022, film è stato distribuito nei cinema e on demand a partire dal 13 maggio 2022.

## Accoglienza
Sull'aggregatore Rotten Tomatoes il film riceve il 56% delle recensioni professionali positive con un voto medio di 5 su 10 basato su 39 critiche, mentre su Metacritic ottiene un punteggio di 52 su 100 basato su 10 critiche.